# Alunișu (okręg Kluż)
Alunișu (węg. Mogyorókereke) – wieś w Rumunii, w okręgu Kluż, w gminie Sâncraiu. W 2011 roku liczyła 121 mieszkańców.